# Serie del Caribe 2012
Die Serie del Caribe 2012 war die 54. Austragung der Karibik-Vereinsmeisterschaft im Baseball. Sie fand vom 2. bis 7. Februar 2012 im Estadio Quisqueya in Santo Domingo, Dominikanische Republik statt.
Teilnehmer waren die Meister von Mexico, Puerto Rico, Venezuela und der Dominikanischen Republik. Die Leones del Escogido aus der Dominikanischen Republik gewannen zum vierten Mal den Karibiktitel. Der Turniersieg stand bereits nach dem ersten Spiel des vorletzten Tages fest. Gespielt wurde eine Doppelrunde, also zweimal jeder gegen jeden. Bei einem Gleichstand auf Platz eins hätte es ein Entscheidungsspiel gegeben. Dies war zuletzt 2003 der Fall. Der diesjährige Teilnehmer Indios de Mayagüez war bereits dreimal an so einem Entscheidungsspiel beteiligt (Sieg 1992, Niederlagen 1999 und 2003).

## Teilnehmer
| Verein              | Liga                                   | nat. M. | Teiln. | Siege |
| ------------------- | -------------------------------------- | ------- | ------ | ----- |
| Leones del Escogido | Liga Dominicana de Béisbol Invernal    | 15      | 7      | 3     |
| Indios de Mayagüez  | Puerto Rico Baseball League            | 17      | 15     | 2     |
| Tigres de Aragua    | Liga Venezolana de Béisbol Profesional | 9       | 9      | 1     |
| Yaquis de Obregón   | Liga Mexicana del Pacífico             | 6       | 5      | 1     |

nat. M.: nationale Meisterschaften, die Qualifikation zur Serie del Caribe

Teiln.: Teilnahmen an der Serie del Caribe, einschl. 2012

Siege: Siege in der Serie del Caribe, ohne 2012

## Turnier
Tabelle
| Pl. |                     | S | N | Pzt. |
| 1.  | Leones del Escogido | 4 | 2 | .667 |
| 2.  | Tigres de Aragua    | 3 | 3 | .500 |
| 2.  | Indios de Mayagüez  | 3 | 3 | .500 |
| 4.  | Yaquis de Obregón   | 2 | 4 | .333 |

Spielplan
Die Zeitangaben entsprechen der Ortszeit (UTC −4, MEZ: UTC +1).

Die erstgenannte Mannschaft besitzt Heimrecht in der Begegnung.
| Datum      | Zeit  | Begegnung           | Begegnung | Begegnung           | Ergebnis |
| ---------- | ----- | ------------------- | --------- | ------------------- | -------- |
| 2. Februar | 15:00 | Indios de Mayagüez  | -         | Tigres de Aragua    | 3:1      |
| 2. Februar | 19:00 | Leones del Escogido | -         | Yaquis de Obregón   | 2:1      |
| 3. Februar | 15:00 | Yaquis de Obregón   | -         | Indios de Mayagüez  | 2:0      |
| 3. Februar | 19:00 | Tigres de Aragua    | -         | Leones del Escogido | 2:5 (13) |
| 4. Februar | 15:00 | Yaquis de Obregón   | -         | Tigres de Aragua    | 4:2      |
| 4. Februar | 19:00 | Indios de Mayagüez  | -         | Leones del Escogido | 1:6      |
| 5. Februar | 15:00 | Tigres de Aragua    | -         | Indios de Mayagüez  | 7:0      |
| 5. Februar | 19:00 | Yaquis de Obregón   | -         | Leones del Escogido | 0:2      |
| 6. Februar | 15:00 | Indios de Mayagüez  | -         | Yaquis de Obregón   | 4:3      |
| 6. Februar | 19:00 | Leones del Escogido | -         | Tigres de Aragua    | 0:7      |
| 7. Februar | 15:00 | Tigres de Aragua    | -         | Yaquis de Obregón   | 6:2      |
| 7. Februar | 19:00 | Leones del Escogido | -         | Indios de Mayagüez  | 1:3      |